# Ácido 3-fluorobenzoico
Ácido 3-fluorobenzoico é o composto orgânico fluorado de fórmula linear FC6H4CO2H e massa molecular 140,11. Apresenta ponto de fusão 122-124 °C. É classificado com o número CAS 455-38-9, número de registro Beilstein 1906920, número EC 207-248-0, número MDL MFCD00002489 e PubChem Substance ID 24894908.